# Marija Nikiforowa
Marija Hryhoriwna Nikiforowa (ukr. Марія Григорівна Нікіфорова, ros. Мария Григорьевна Никифорова; ur. 1887 w Zaporożu, zm. 1919 w Sewastopolu) – ukraińska anarchistka, rewolucjonistka oraz oficer francuskich wojsk lądowych. Była znaczącą postacią podczas powstania machnowskiego na Ukrainie w okresie rosyjskiej wojny domowej. Znana również pod pseudonimem Marusia (ukr. Маруся).

## Życiorys

### Okres młodości
Urodziła się w 1885 w Aleksandrowsku (obecnie Zaporoże) na Ukrainie. Jej ojciec był oficerem i bohaterem wojny rosyjsko-tureckiej w latach 1877-1878. W wieku 16 lat opuściła dom i została opiekunką do dzieci, sprzedawczynią, a ostatecznie pracownicą fabryki zajmując stanowisko mycia butelek w destylarni wódki. W tamtym okresie dołączyła do lokalnej grupy anarchokomunistów.
Wiele z anarchistycznych ugrupowań wykorzystywało strategię tzw. "terroru nieumotywowanego", w tym także ta, do której należała Marija. Polegało to na kierowaniu aktów terroru wobec osób wykorzystujących ekonomiczne represje wyłącznie na podstawie ich pozycji klasowej. Ten gospodarczy terroryzm był odmianą wcześniejszych form rosyjskiego terroryzmu, w którym celem atakujących byli "polityczni tyrani". Po przejściu okresu próbnego, Marija stała się pełnoprawnym członkiem grupy i zaczęła brać udział w ekspropriacjach (aktach wywłaszczenia pieniędzy na rzecz sprawy od bogatych przedstawicieli społeczeństwa), a także w atakach terrorystycznych.
Marusia brała udział w kilku głośnych akcjach ugrupowania. Jednym z nich było podłożenie bomby w pociągu pasażerskim, którego pasażerowie w większości stanowili przedstawicieli zamożnej klasy. Nikt wówczas nie został ranny. Przy kolejnym ataku, bomba zabiła kierownika fabryki, co spowodowało jej zamknięcie na dłuższy czas. Natomiast w czasie ataku na biuro handlowe fabryki maszyn rolniczych w Aleksandrowsku zabito kasjera i strażnika oraz skradziono 17 000 rubli. Kiedy przybyła policja, Marija próbowała popełnić samobójstwo odpalając bombę, ta jednak nie wybuchła i młoda anarchistka została aresztowana.
W 1908 Marija Nikiforowa została oskarżona o zabójstwo policjanta i udział w czterech rozbojach. Sąd skazał ją na karę śmierci, którą jednak zamieniono na 20 lat ciężkich robót. Decyzja była spowodowana młodym wiekiem oskarżonej (w Imperium Rosyjskim pełnoletniość uzyskiwano w wieku 21 lat – a w momencie rozprawy Marija miała 20 lat). Została przeniesiona najpierw do Twierdzy Pietropawłowskiej w Petersburgu, a następnie wywieziona na Syberię.

### Ucieczka i pobyt za granicą
Marusia nie spędziła długiego czasu na Syberii. Według jednej wersji zorganizowała zamieszki w więzieniu w Narymsku i przedostała się przez tajgę do Kolei Transsyberyjskiej, którą dotarła do Władywostoku, a stamtąd do Japonii. Tam mieli jej pomóc chińscy studenci-anarchiści, którzy kupili Marii bilet do Stanów Zjednoczonych. W Ameryce znalazła tymczasowy dom wśród dużej grupy rosyjskich emigrantów anarchistów w Nowym Jorku i Chicago. Podobno publikowała pod różnymi pseudonimami artykuły propagandowe dla anarchistycznej rosyjskojęzycznej prasy.
Około 1912 Marusia powróciła do Europy, a konkretniej do Paryża. W następnym roku wyjechała na krótki okres do Barcelony, gdzie zawiązała kontakt z hiszpańskimi anarchistami. Przeprowadziła razem z nimi napad na bank, w czasie którego została ranna i przez pewien czas musiała przebywać we francuskiej podziemnej klinice.
Jesienią 1913 Mariusza powróciła do stolicy Francji, gdzie odwiedzała wiele lokali, zawiązywała znajomości z artystami, a także rosyjskimi politykami, w tym z Władimirem Antonowem-Owsiejenką, który stał się jej znajomym na długie lata. Odkryła w sobie talent, albo przynajmniej upodobanie, do malarstwa i rzeźby, co ujawniło się jej uczęszczaniem do szkoły dla artystów. W tamtym okresie wzięła również ślub z polskim anarchistą Witoldem Brzostkiem. Było to małżeństwo zawiązane najprawdopodobniej dla wygody, ponieważ para spędzała razem dużo czasu, a Marija Nikiforowa dalej używała swojego nazwiska.
Wraz z wybuchem I wojny światowej środowisko europejskich anarchistów podzieliło się na skrzydło pro-wojenne (m.in. antyniemiecka postawa Piotra Kropotkina, Daniela Guérina, Jeana Grave'a czy Christiaana Cornelissena) i anty-wojenne (m.in. Errico Maltesta, Emma Goldman, Aleksander Berkman czy Ferdinand Nieuwenhuis). Marusia opowiedziała się za postawią pro-wojenną, o czym świadczyło jej zaciągnięcie się do francuskiej szkoły wojskowej, którą ukończyła ze stopniem oficerskim. Następnie została wysłana na front bałkański, gdzie w lutym 1917 doszły do niej wieści o wybuchu rewolucji w Rosji. Nie czekając długo, Marusia wyjechała do Petersburga i niemalże od razu włączyła się w działalność rewolucyjną.

### Powrót do Rosji
Podczas swojego pobytu w Petersburgu, Marusia udzieliła m.in. kilku mów w Kronsztadzie, gdzie w późniejszym czasie miało miejsce anarchistyczne i antybolszewickie powstanie. W lipcu 1917 powróciła, po ponad ośmiu latach, do Aleksandrowska. Tam nawiązała kontakt z miejscową grupą Federacji Anarchistycznej, która w owym czasie liczyła około 300 osób. Organizacja, pomimo że liczna, nie była zbyt aktywna. Sytuację zmieniła dość szybko Marija Nikiforowa, która nawiązała kontakt z miejscowymi robotnikami oraz przeprowadziła udaną ekspropriację w destylarni Badowskiego (w której najprawdopodobniej kiedyś pracowała).

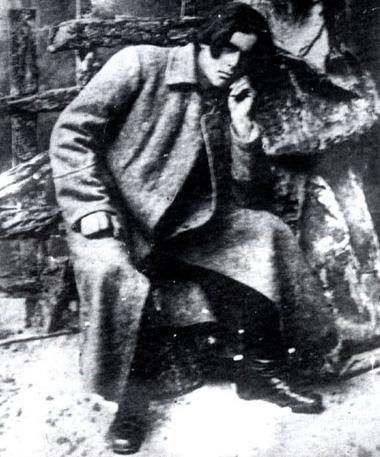
Nestor Machno (1918), sojusznik Marusi w okresie rosyjskiej wojny domowej.

Podczas jesieni 1917 Marusia zorganizowała na terenie Aleksandrowska oraz Jelizawietgradu oddziały anarchistycznej Czarnej Gwardii. Ich zadaniem było terroryzować władze miasta, a w szczególności oficerów armii oraz właścicieli ziemskich, którzy odmówili współpracy z chłopami na rzecz redystrybucji bogactwa. Ostatecznym celem było natomiast wyeliminowanie wpływów Ukraińskiej Centralnej Rady. Nacjonalistyczne władze Aleksandrowska starały się stłumić rewolucyjne działania, a w szczególności wywoływane przez anarchistów, którzy mieli duże poparcie społeczne i właściwie sprawowali w mieście polityczną kontrolę.

### Współpraca z Nestorem Machno
Latem 1917 anarchiści nieoficjalnie utrzymywali władzę gospodarczą w Hulajpołu, oficjalnie władza spoczywała na bolszewikach. W sierpniu 1917 Marija Nikiforowa zajęła i obrabowała wojskowy spichlerz w Orichiwowie, następnie atakując, rozbrajając i rozpraszając stacjonujący w mieście pułk. Wszystkich schwytanych oficerów rozstrzelano. Anarchiści przekazali łupy Czarnej Gwardii Nestora Machno.
Po wybuchu rewolucji październikowej, zdominowane przez antycarskie siły miasta, takie jak Hulajpołe, były już gotowe na otwartą wojnę domową. Anarchiści zyskiwali tam coraz większe poparcie, przede wszystkim dzięki rewolucyjnie nastawionemu chłopstwu. Po inwazji Armii Czerwonej na Ukrainę, sowiety niedużego miasta wydały dekret wzywający bojowników do przyłączenia się do inwazji, której celem miało być obalenie rządów ukraińskich nacjonalistów. Setki mężczyzn, głównie anarchistów, stworzyło Czarną Gwardię pod dowództwem Nestora Machno oraz jego brata Sawy, która pomaszerowała na Aleksandrowsk. Oblężeni przez Armię Czerwoną od północy, anarchistów Machno na wschodzie i wywrotowców Czarnej Gwardii Nikiforowej od wewnątrz, armia nacjonalistyczna wycofała się z miasta 15 stycznia 1918. Miasto wkrótce znalazło się pod kontrolą bolszewików, ale oddziały Machno przybyły w ciągu kilku dni, zmieniając równowagę sił na korzyść anarchistów.
Po zabezpieczeniu Aleksandrowska Marija Nikiforowa i jej nowy sojusznik Nestor Machno odbyli spotkanie z bolszewikami. Negocjowali wówczas, aby mianowano ich anarchistycznymi przedstawicielami w nowym komitecie rewolucyjnym miasta. Początkowo duet działał razem, ale później Marusia zaczęła oskarżać Nestora Machno o ignorowanie idei anarchistycznych. Machno natomiast po paru tygodniach odstąpił od inicjatywy połączonych oddziałów Czarnej Gwardii. Od tamtego momentu para działała jako niezależni dowódcy, którzy jednak ściśle współpracowali i często wspierali się w walce. Michael Palij, historyk zajmujący się dziejami machnowszczyzny, stwierdził, że Marija Nikiforowa "wywarła znaczny wpływ na Machno od samego początku ich znajomości".

### Wolna Drużyna Bojowa
W grudniu 1917 oddział Czarnej Gwardii dowodzony przez Marusię pomógł w ustanowieniu władzy sowieckiej w Charkowie, Jekaterynosławiu oraz Aleksandrowsku. W podziękowaniu za wsparcie, lokalny dowódca bolszewików – Władimir Antonow-Owsiejenko (dawny przyjaciel Marusi), przekazał anarchistom środki na modernizację oddziału, który przemianowano wówczas na Wolną Drużynę Bojową (ros. Вольная боевая дружина). Jednostka aktywnie uczestniczyła w walkach przeciwko Białej Gwardii, ukraińskim nacjonalistom oraz niemieckim i austro-węgierskim siłom na południowej Ukrainie. Przyczyniła się również do ustanowienia sowieckiej władzy w Jelizawietgradzie, a następnie krwawego stłumienia prawicowego powstania w mieście. W kwietniu 1918 Marija Nikiforowa otrzymała od Władimira Antonowa-Owsiejenki oficjalną pochwałę za działalność rewolucyjną.
Wolna Drużyna Bojowa została wyposażona w dwie duże armaty i opancerzoną platformę kolejową. Wagony były załadowane samochodami pancernymi, taczankami, końmi oraz żołnierzami, przez co mobilność oddziału nie była uzależniona wyłącznie od linii kolejowych. Pociągi były obwieszone transparentami z napisami "Wyzwolenie robotników to sprawa samych robotników", "Wiwat anarchia" czy "Anarchia jest Matką Ładu".

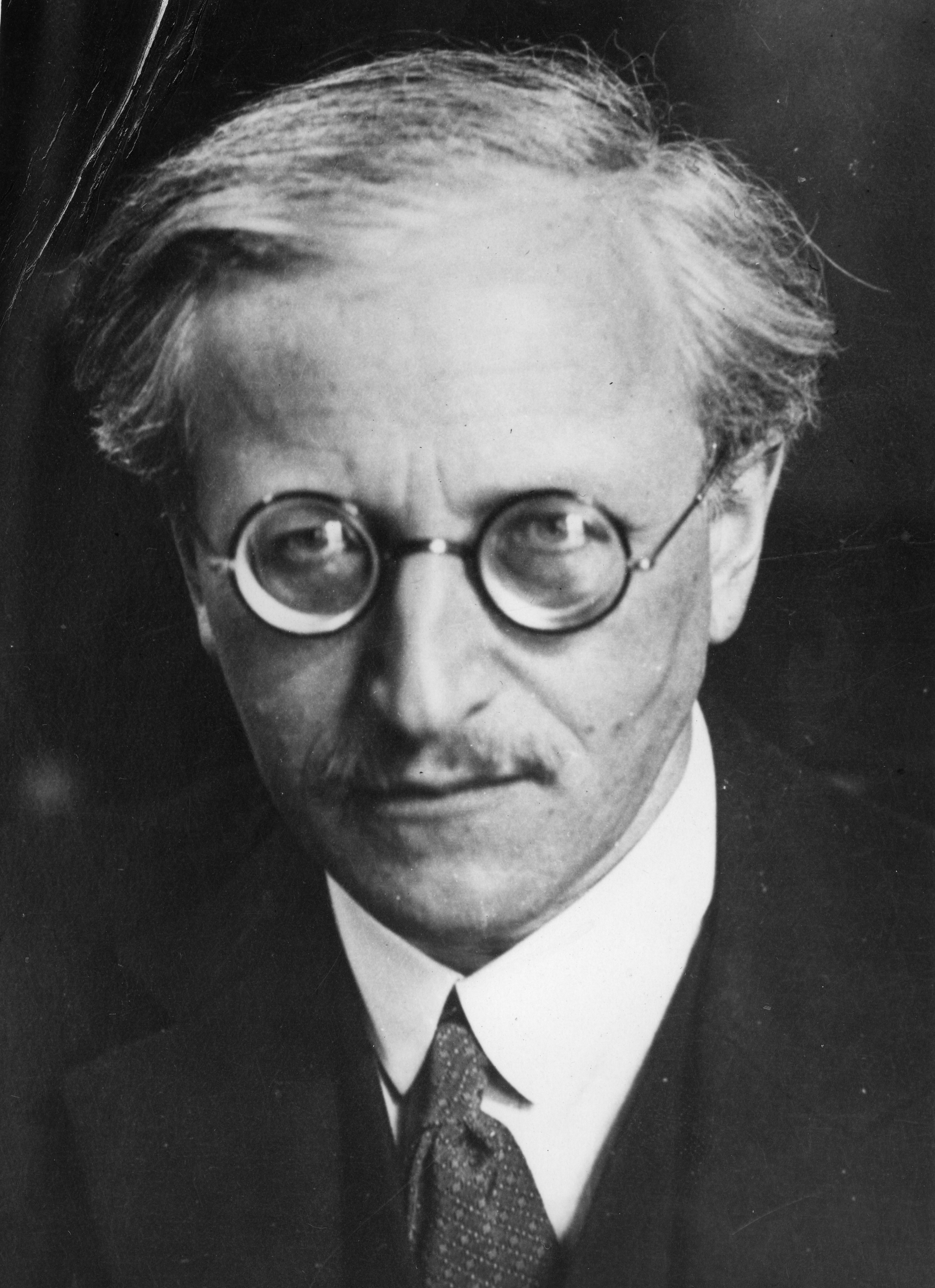
Władimir Antonow-Owsiejenko – długoletni znajomy Marii Nikiforowej. Kilkukrotnie stawał w jej obronie, a także innych anarchistów, przed dowództwem bolszewickim.

Członkowie Wolnej Drużyny byli lepiej karmieni i wyposażeni niż wielu żołnierzy Armii Czerwonej. Chociaż nie było oficjalnych mundurów, anarchiści wyróżniali się na tle innych wojsk. Długie włosy (nieczęste w tamtych czasach), czapki z owczej skóry, marynarki oficerskie, czerwone bryczesy czy pasy z amunicją były nieodłącznym elementem wyglądu. Wolna Drużyna składała się z grupy oddanych Marusi bojowników oraz większej, stanowiącej luźną formację ochotników. Wśród członków oddziału znajdowało się wielu czarnomorskich marynarzy, znanych z waleczności na terenie całej Ukrainy.
Nikiforowa dwukrotnie została oskarżona przez bolszewików o niesubordynację i grabieże: w Taganrogu w kwietniu 1918 oraz w Moskwie w styczniu 1919. Została uniewinniona na pierwszej rozprawie, w której obecni świadkowie zabrali głos w jej obronie. Również Władimir Antonow-Owsiejenko przesłał list, w którym wyraził poparcie dla Marusi, pochwalając jej rewolucyjną działalność i pomoc dla bolszewików. Na drugiej rozprawie nie udzielono jej możliwości obrony prawnej i otrzymała roczny zakaz sprawowania stanowiska politycznego. Po powrocie na Ukrainę udała się do Hulajpoła, które wówczas wchodziło w skład autonomicznego obszaru Wolnego Terytorium, kontrolowanego przez Rewolucyjną Powstańczą Armię Ukrainy Nestora Machno. Nie chcąc naruszać swoich dobrych stosunków z Armią Czerwoną, Machno odmówił nieposłuszeństwa wobec wyroku Marusi i nie wyznaczył jej stanowiska w swojej armii. Nie mogąc dowodzić siłami bojowymi, pracowała u boku Machno, wygłaszając publiczne przemówienia i organizując wydarzenia propagandowe.
Antonow-Owsiejenko spotkał się z Nikiforową 28 kwietnia 1919 podczas rewizji wojsk Machno i miasta Hulajpołe. Spotkanie to opisał później w następujący sposób: "Machno przedstawił członków sowieckiego komitetu wykonawczego Hulajpoła oraz swój personel, a także komisarza politycznego, moją starą znają, Maruszę Nikiforową." W celu wyjaśnienia plotek o korupcji i działalności kontrrewolucyjnej wśród szeregów oddziałów anarchistów i sowietu w mieście, Antonow-Owsiejenko pisał żarliwie o swoim wrażeniu z Hulajpoła. Jego raport zaintrygował czołowych bolszewików, którzy postanowili osobiście odwiedzić miasto. Lew Kamieniew oraz delegacja ukraińskich polityków przyjechali pociągiem maja, tydzień po wizycie Antonowa-Owsiejenki. Nikiforowa spotkała się z nimi na dworcu kolejowym i wraz z innymi członkami sztabu Machno, Borisem Wierietielnikowem i Michałem Pawlenką, zaproponowali eskortować ich do miasta. Po spotkaniu z Machno i zwiedzeniu miasta, Kamieniew był pod wrażeniem Marusi, a po powrocie do Jekaterynosławia zatelegrafował do urzędników moskiewskich. Nakazał, aby jej wyrok został skrócony z roku na "sześciomiesięczne pozbawienie prawa do zajmowania odpowiedzialnych stanowisk". Jednakże, biorąc pod uwagę przeważającą antyanarchistyczną propagandę wśród bolszewickich dowódców, polityków i mediów, próby Antonowa-Owsiejenki w lobbowaniu militarnego wsparcia dla anarchistów osłabły. Jego władza polityczna spadła i został zastąpiony 15 czerwca, na pozycji głównodowodzącego Frontem Zachodnim, przez Jukumsa Vācietisa.

## Złapanie oraz śmierć
W czerwcu 1919 dowództwo bolszewickie uznało Rewolucyjną Armię Powstańczą Ukrainy za wrogą i rozpoczęło przeciwko niej ofensywę. W obliczu dwufrontowej wojny, z białą oraz czerwoną armią, Marusia zebrała grupę bojowników i połączyła się z mężem Witoldem Brzostkiem. Jej intencją było utworzenie komórek terrorystycznych, ponieważ zebranie oddziału na otwartą walkę było już niemożliwe. Wysyłając trzy komórki na różne misjach, sama wzięła udział w dywersyjnej akcji przeciwko oddziałom białych w Sewastopolu. Tam jednak, Marusia oraz jej mąż, zostali rozpoznani i aresztowani. W czasie rozprawy 16 września 1919 uznano ich za winnych i skazano na śmierć. Oboje zostali zastrzeleni.